# Gdy moja śliczna śpi
Gdy moja śliczna śpi (oryg. While My Pretty One Sleeps) – film z 1997 roku, w reżyserii Jorge’a Montesi. Adaptacja powieści Mary Higgins Clark

## Obsada
- Connie Sellecca jako Niamh „Neeve” Kearny
- Beau Starr jako Myles Kearny
- Frank Pellegrino jako Nicholas „Nick” Damiano Sepetti, Jr.
- Patricia Gage jako Ethel Lambston
- Frank Pellegrino jako Nicholas „Nicky” Sepetti, Sr.
- Deborah Grover jako Kitty Conway
- Simon MacCorkindale jako Jack Campbell